# Lichte coronamot
De lichte coronamot (Anania lancealis) is een vlinder uit de familie van de grasmotten (Crambidae). De wetenschappelijke naam van deze soort is voor het eerst voorgesteld als Pyralis lancealis door Michael Denis en Ignaz Schiffermüller in een publicatie uit 1775.
De spanwijdte van de vlinder bedraagt tussen de 30 en 34 millimeter.

## Verspreiding
De soort komt in geheel Europa voor met uitzondering van IJsland en Noorwegen. Verder komt deze soort voor in Marokko, Turkije, Georgië, Siberië, China, Taiwan en Japan.

### Voorkomen in Nederland en België
De lichte coronamot is in Nederland en in België een vrij algemene soort. 

## Biologie
De soort kent één generatie die vliegt van eind mei tot halverwege augustus. De soort overwintert als rups.

## Waardplanten
De rups van de lichte coronamot leeft op:
- Asteraceae
  - jakobskruiskruid (Jacobaea vulgaris)
  - schaduwkruiskruid (Senecio ovatus)
  - rivierkruiskruid (Senecio sarracenicus)
  - koninginnenkruid (Eupatorium cannabinum)
- Lamiaceae
  - bosandoorn (Stachys sylvatica)
  - moerasandoorn (Stachys palustris)
  - valse salie (Teucrium scorodonia)
  - wolfspoot (Lycopus europaeus)
- Caprifoliaceae
  - kleine kaardenbol (Dipsacus pilosus)
- Adoxaceae
  - gewone vlier (Sambucus nigra)
- Apiaceae
  - grote watereppe (Sium latifolium)

## Ondersoorten
- Anania lancealis lancealis (Denis & Schiffermüller, 1775)
- Anania lancealis bergmani (Munroe & Mutuura, 1968) (Koerilen)
- Anania lancealis honshuensis (Munroe & Mutuura, 1968) (Honshu)
- Anania lancealis pryeri (Munroe & Mutuura, 1968) (Hokkaido)
- Anania lancealis sinensis (Munroe & Mutuura, 1968) (China (Shaanxi))
- Anania lancealis taiwanensis (Munroe & Mutuura, 1968) (Taiwan)